# Tostão
Eduardo Gonçalves de Andrade, meglio noto come Tostão (Belo Horizonte, 25 gennaio 1947), è un ex calciatore e giornalista brasiliano, di ruolo attaccante, campione del mondo nel 1970 con la nazionale brasiliana.
Considerato uno dei più forti brasiliani della storia del calcio, occupa la 53ª posizione nella speciale classifica dei migliori calciatori del XX secolo pubblicata dalla rivista World Soccer e la 13ª posizione nella classifica dei migliori calciatori sudamericani del XX secolo pubblicata dall'IFFHS nel 2004. A livello individuale vinse il premio di Calciatore sudamericano dell'anno nel 1971.

## Caratteristiche tecniche
Giocatore completo, era un mancino naturale in grado di ricoprire in maniera egregia diversi ruoli, dal trequartista alla mezzala sinistra fino alla prima punta e alla seconda punta. La sua tecnica individuale gli consentiva di saltare l'uomo con grande facilità e di avere un'ampia visione di gioco. Era inoltre un buon finalizzatore.

## Carriera

### Club
Nato nello Stato brasiliano di Minas Gerais, Eduardo Gonçalves De Andrade crebbe calcisticamente nell'América Mineiro di Belo Horizonte e, a 14 anni, entrò nelle giovanili del Cruzeiro, dove si guadagnò a causa del suo fisico minuto l'appellativo di Tostão (Monetina), che divenne anche il suo soprannome. Dopo un ulteriore anno di apprendistato all'América, tornò al Cruzeiro in pianta stabile ed esordì come centravanti in prima squadra a sedici anni. Con la maglia del Cruzeiro vinse cinque edizioni consecutive del Campeonato Mineiro, dal 1965 al 1969, risultandone per quattro edizioni consecutive il miglior marcatore (dal 1965 al 1968), e una Taca Brasil nel 1966, di fatto il campionato nazionale brasiliano dell'epoca, battendo il Santos di Pelé in entrambe le finali di andata e ritorno. Con 249 gol ufficiali, inoltre, Tostão è tuttora il miglior realizzatore della storia del Cruzeiro ed è anche il detentore del record di gol (143) realizzati nello Stadio Mineirao di Belo Horizonte, dove ha la miglior media di gol nello stadio per anno (17,875) seguito dal centravanti dell'Atletico Mineiro Reinaldo (11,692).
In seguito il suo passaggio al Vasco da Gama di Rio de Janeiro, nel 1972, fu uno dei più famosi dell'epoca e uno dei più costosi del calcio brasiliano. Tuttavia Tostão non ebbe modo di rendersi molto utile alla sua nuova squadra: già sofferente per un distacco di retina a causa di una pallonata in faccia ricevuta nel 1969 durante un incontro con il Corinthians, spese parecchio tempo per consulti medici finché, per salvaguardare la sua vista, decise di ritirarsi a gennaio 1974 a soli 26 anni, dopo cinque interventi alla retina.

### Nazionale
In Nazionale, Tostão esordì nel 1966 a 19 anni durante l'amichevole contro il Cile pareggiata per 1-1. Circa un mese dopo realizzò i suoi primi gol con la maglia della nazionale, mettendo a segno una doppietta contro la Polonia, in un'amichevole vinta per 4-1.

#### Mondiale 1966
Dopo aver realizzato con la Seleção ben cinque reti in sei partite amichevoli, Tostão venne convocato nonostante la giovane età per i Mondiali del 1966 in Inghilterra, dove il Brasile non riuscì a superare la fase a gironi. Durante il torneo, venne schierato solamente contro l'Ungheria, partita persa per 3-1, dove realizzò però il gol della bandiera.

#### Mondiale 1970

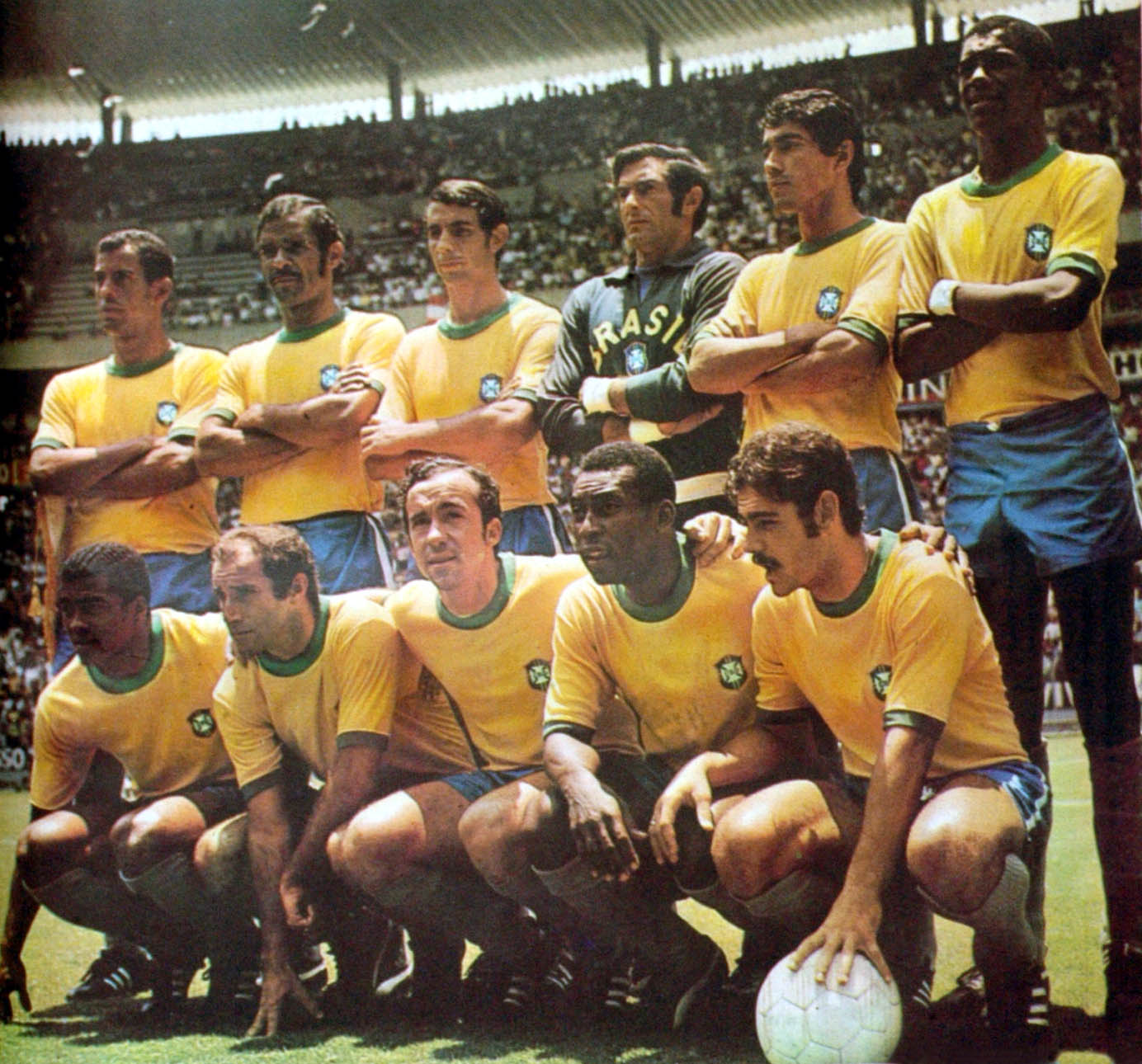
Tostão (il terzo in basso partendo da destra) prima della partita contro il Perù durante la Coppa del Mondo 1970

Venne poi convocato ai Mondiali del 1970, dove svolse un ruolo da protagonista partecipando da titolare a tutti gli incontri del torneo. Qui indossò la maglia numero 9, in quanto in rosa erano presenti ben cinque giocatori che come lui indossavano il numero 10 nelle rispettive squadre di club: Rivellino (che indossò il numero 11), Gérson (che indossò il numero 8), Jairzinho (che indossò il numero 7) e Pelè (che mantenne il numero 10 come nelle edizioni precedenti). Nel corso del torneo realizzò in totale due reti entrambe messe a segno ai quarti di finale contro il Perù, nella partita vinta per 4-2. Dopo aver sconfitto in semifinale l'Uruguay, il 21 giugno il Brasile affrontò in finale l'Italia, reduce dal successo per 4-3 dopo i tempi supplementari contro la Germania Ovest. La partita finì in favore del Brasile che vinse per 4-1, conquistando così il terzo titolo mondiale della sua storia e potendo così tenere definitivamente la Coppa Jules Rimet.

#### Minicopa 1972
Due anni più tardi, nell'estate del 1972, Tostão venne convocato in vista della Minicopa, un torneo svoltosi in Brasile per commemorare il 150º anniversario della Dichiarazione d'indipendenza del Brasile. Visto il ritiro dalla nazionale da parte di Pelè, Tostão indossò nel corso del torneo la maglia numero 10. Partecipò inoltre anche qui da titolare a tutte le partite del torneo a cui prese parte la sua nazionale, arrivando a vincere la coppa dopo aver battuto il Portogallo di Eusébio con gol di Jairzinho al minuto 89'. Dopo tale incontro, Tostão si ritirò dalla nazionale con 32 reti messe a segno in 54 partite, che lo rendono il decimo miglior realizzatore di sempre con la maglia della nazionale a pari merito con Ademir.

## Dopo il ritiro
Dopo il ritiro avvenuto a causa di un problema oculistico, Tostão si iscrisse all'Università e si laureò in medicina specializzandosi in oftalmologia ed esercitò la nuova professione.
In tempi più recenti è stato chiamato a collaborare come commentatore in varie testate sportive seguendo prevalentemente le attività della Nazionale del suo Paese.

## Statistiche

### Cronologia presenze e reti in Nazionale
| Cronologia completa delle presenze e delle reti in nazionale ― Brasile | Cronologia completa delle presenze e delle reti in nazionale ― Brasile | Cronologia completa delle presenze e delle reti in nazionale ― Brasile | Cronologia completa delle presenze e delle reti in nazionale ― Brasile | Cronologia completa delle presenze e delle reti in nazionale ― Brasile | Cronologia completa delle presenze e delle reti in nazionale ― Brasile | Cronologia completa delle presenze e delle reti in nazionale ― Brasile | Cronologia completa delle presenze e delle reti in nazionale ― Brasile |
| Data                                                                   | Città                                                                  | In casa                                                                | Risultato                                                              | Ospiti                                                                 | Competizione                                                           | Reti                                                                   | Note                                                                   |
| ---------------------------------------------------------------------- | ---------------------------------------------------------------------- | ---------------------------------------------------------------------- | ---------------------------------------------------------------------- | ---------------------------------------------------------------------- | ---------------------------------------------------------------------- | ---------------------------------------------------------------------- | ---------------------------------------------------------------------- |
| 15-5-1966                                                              | San Paolo                                                              | Brasile                                                                | 1 – 1                                                                  | Cile                                                                   | Amichevole                                                             | -                                                                      |                                                                        |
| 18-5-1966                                                              | Belo Horizonte                                                         | Brasile                                                                | 1 – 0                                                                  | Galles                                                                 | Amichevole                                                             | -                                                                      |                                                                        |
| 5-6-1966                                                               | Belo Horizonte                                                         | Brasile                                                                | 4 – 1                                                                  | Polonia                                                                | Amichevole                                                             | 2                                                                      |                                                                        |
| 8-6-1966                                                               | Rio de Janeiro                                                         | Brasile                                                                | 3 – 1                                                                  | Perù                                                                   | Amichevole                                                             | 1                                                                      |                                                                        |
| 12-6-1966                                                              | Rio de Janeiro                                                         | Brasile                                                                | 2 – 1                                                                  | Cecoslovacchia                                                         | Amichevole                                                             | -                                                                      |                                                                        |
| 30-6-1966                                                              | Göteborg                                                               | Svezia                                                                 | 2 – 3                                                                  | Brasile                                                                | Amichevole                                                             | 2                                                                      |                                                                        |
| 15-7-1966                                                              | Liverpool                                                              | Ungheria                                                               | 3 – 1                                                                  | Brasile                                                                | Mondiali 1966 - 1º turno                                               | 1                                                                      |                                                                        |
| 25-6-1967                                                              | Montevideo                                                             | Uruguay                                                                | 0 – 0                                                                  | Brasile                                                                | Amichevole                                                             | -                                                                      |                                                                        |
| 28-6-1967                                                              | Montevideo                                                             | Uruguay                                                                | 2 – 2                                                                  | Brasile                                                                | Amichevole                                                             | -                                                                      |                                                                        |
| 1-7-1967                                                               | Montevideo                                                             | Uruguay                                                                | 1 – 1                                                                  | Brasile                                                                | Amichevole                                                             | -                                                                      |                                                                        |
| 9-6-1968                                                               | San Paolo                                                              | Brasile                                                                | 2 – 0                                                                  | Uruguay                                                                | Amichevole                                                             | 1                                                                      |                                                                        |
| 12-6-1968                                                              | Rio de Janeiro                                                         | Brasile                                                                | 4 – 0                                                                  | Uruguay                                                                | Amichevole                                                             | 1                                                                      |                                                                        |
| 16-6-1968                                                              | Stoccarda                                                              | Germania Ovest                                                         | 2 – 1                                                                  | Brasile                                                                | Amichevole                                                             | 1                                                                      |                                                                        |
| 20-6-1968                                                              | Varsavia                                                               | Polonia                                                                | 3 – 6                                                                  | Brasile                                                                | Amichevole                                                             | 1                                                                      |                                                                        |
| 23-6-1968                                                              | Bratislava                                                             | Cecoslovacchia                                                         | 3 – 2                                                                  | Brasile                                                                | Amichevole                                                             | -                                                                      |                                                                        |
| 25-6-1968                                                              | Belgrado                                                               | Jugoslavia                                                             | 0 – 2                                                                  | Brasile                                                                | Amichevole                                                             | 1                                                                      |                                                                        |
| 30-6-1968                                                              | Lisbona                                                                | Portogallo                                                             | 0 – 2                                                                  | Brasile                                                                | Amichevole                                                             | 1                                                                      |                                                                        |
| 10-7-1968                                                              | Città del Messico                                                      | Messico                                                                | 2 – 1                                                                  | Brasile                                                                | Amichevole                                                             | -                                                                      |                                                                        |
| 14-7-1968                                                              | Lima                                                                   | Perù                                                                   | 3 – 4                                                                  | Brasile                                                                | Amichevole                                                             | -                                                                      |                                                                        |
| 17-7-1968                                                              | Lima                                                                   | Perù                                                                   | 0 – 4                                                                  | Brasile                                                                | Amichevole                                                             | 1                                                                      |                                                                        |
| 11-8-1968                                                              | Belo Horizonte                                                         | Brasile                                                                | 3 – 2                                                                  | Argentina                                                              | Amichevole                                                             | -                                                                      |                                                                        |
| 31-10-1968                                                             | Rio de Janeiro                                                         | Brasile                                                                | 1 – 2                                                                  | Messico                                                                | Amichevole                                                             | -                                                                      |                                                                        |
| 6-11-1968                                                              | Rio de Janeiro                                                         | Brasile                                                                | 2 – 1                                                                  | FIFA XI                                                                | Amichevole                                                             | 1                                                                      |                                                                        |
| 14-12-1968                                                             | Rio de Janeiro                                                         | Brasile                                                                | 2 – 2                                                                  | Germania Ovest                                                         | Amichevole                                                             | -                                                                      |                                                                        |
| 17-12-1968                                                             | Rio de Janeiro                                                         | Brasile                                                                | 3 – 3                                                                  | Jugoslavia                                                             | Amichevole                                                             | -                                                                      |                                                                        |
| 7-4-1969                                                               | Porto Alegre                                                           | Brasile                                                                | 2 – 1                                                                  | Perù                                                                   | Amichevole                                                             | -                                                                      |                                                                        |
| 9-4-1969                                                               | Rio de Janeiro                                                         | Brasile                                                                | 3 – 2                                                                  | Perù                                                                   | Amichevole                                                             | 1                                                                      |                                                                        |
| 12-6-1969                                                              | Rio de Janeiro                                                         | Brasile                                                                | 2 – 1                                                                  | Inghilterra                                                            | Amichevole                                                             | 1                                                                      |                                                                        |
| 6-8-1969                                                               | Bogotà                                                                 | Colombia                                                               | 0 – 2                                                                  | Brasile                                                                | Amichevole                                                             | 2                                                                      |                                                                        |
| 10-8-1969                                                              | Caracas                                                                | Venezuela                                                              | 0 – 5                                                                  | Brasile                                                                | Amichevole                                                             | 3                                                                      |                                                                        |
| 17-8-1969                                                              | Asunción                                                               | Paraguay                                                               | 0 – 3                                                                  | Brasile                                                                | Qual. Mondiali 1970                                                    | -                                                                      |                                                                        |
| 21-8-1969                                                              | Rio de Janeiro                                                         | Brasile                                                                | 6 – 2                                                                  | Colombia                                                               | Qual. Mondiali 1970                                                    | 2                                                                      |                                                                        |
| 24-8-1969                                                              | Rio de Janeiro                                                         | Brasile                                                                | 6 – 0                                                                  | Venezuela                                                              | Qual. Mondiali 1970                                                    | 3                                                                      |                                                                        |
| 31-8-1969                                                              | Rio de Janeiro                                                         | Brasile                                                                | 1 – 0                                                                  | Paraguay                                                               | Qual. Mondiali 1970                                                    | -                                                                      |                                                                        |
| 26-4-1970                                                              | San Paolo                                                              | Brasile                                                                | 0 – 0                                                                  | Bulgaria                                                               | Amichevole                                                             | -                                                                      |                                                                        |
| 29-4-1970                                                              | Rio de Janeiro                                                         | Brasile                                                                | 1 – 0                                                                  | Austria                                                                | Amichevole                                                             | -                                                                      |                                                                        |
| 3-6-1970                                                               | Guadalajara                                                            | Brasile                                                                | 4 – 1                                                                  | Cecoslovacchia                                                         | Mondiali 1970 - 1º turno                                               | -                                                                      |                                                                        |
| 7-6-1970                                                               | Guadalajara                                                            | Brasile                                                                | 1 – 0                                                                  | Inghilterra                                                            | Mondiali 1970 - 1º turno                                               | -                                                                      |                                                                        |
| 10-6-1970                                                              | Guadalajara                                                            | Brasile                                                                | 3 – 2                                                                  | Romania                                                                | Mondiali 1970 - 1º turno                                               | -                                                                      |                                                                        |
| 14-6-1970                                                              | Guadalajara                                                            | Brasile                                                                | 4 – 2                                                                  | Perù                                                                   | Mondiali 1970 - Quarti di finale                                       | 2                                                                      |                                                                        |
| 17-6-1970                                                              | Guadalajara                                                            | Brasile                                                                | 3 – 1                                                                  | Uruguay                                                                | Mondiali 1970 - Semifinale                                             | -                                                                      |                                                                        |
| 21-6-1970                                                              | Città del Messico                                                      | Brasile                                                                | 4 – 1                                                                  | Italia                                                                 | Mondiali 1970 - Finale                                                 | -                                                                      |                                                                        |
| 30-9-1970                                                              | Rio de Janeiro                                                         | Brasile                                                                | 2 – 1                                                                  | Messico                                                                | Amichevole                                                             | 1                                                                      |                                                                        |
| 11-7-1971                                                              | San Paolo                                                              | Brasile                                                                | 1 – 1                                                                  | Austria                                                                | Amichevole                                                             | -                                                                      |                                                                        |
| 14-7-1971                                                              | Rio de Janeiro                                                         | Brasile                                                                | 1 – 0                                                                  | Cecoslovacchia                                                         | Amichevole                                                             | 1                                                                      |                                                                        |
| 21-7-1971                                                              | Rio de Janeiro                                                         | Brasile                                                                | 0 – 0                                                                  | Ungheria                                                               | Amichevole                                                             | -                                                                      |                                                                        |
| 24-7-1971                                                              | Rio de Janeiro                                                         | Brasile                                                                | 1 – 0                                                                  | Paraguay                                                               | Amichevole                                                             | -                                                                      |                                                                        |
| 28-7-1971                                                              | Buenos Aires                                                           | Argentina                                                              | 1 – 1                                                                  | Brasile                                                                | Amichevole                                                             | -                                                                      |                                                                        |
| 31-7-1971                                                              | Buenos Aires                                                           | Argentina                                                              | 2 – 2                                                                  | Brasile                                                                | Amichevole                                                             | 1                                                                      |                                                                        |
| 26-4-1972                                                              | Porto Alegre                                                           | Brasile                                                                | 3 – 2                                                                  | Paraguay                                                               | Amichevole                                                             | 1                                                                      |                                                                        |
| 28-6-1972                                                              | Rio de Janeiro                                                         | Brasile                                                                | 0 – 0                                                                  | Cecoslovacchia                                                         | Coppa Internazionale                                                   | -                                                                      |                                                                        |
| 2-7-1972                                                               | San Paolo                                                              | Brasile                                                                | 3 – 0                                                                  | Jugoslavia                                                             | Coppa Internazionale                                                   | -                                                                      |                                                                        |
| 5-7-1972                                                               | Rio de Janeiro                                                         | Brasile                                                                | 1 – 0                                                                  | Scozia                                                                 | Coppa Internazionale                                                   | -                                                                      |                                                                        |
| 9-7-1972                                                               | Rio de Janeiro                                                         | Brasile                                                                | 1 – 0                                                                  | Portogallo                                                             | Coppa Internazionale                                                   | -                                                                      |                                                                        |
| Totale                                                                 |                                                                        | Presenze                                                               | 54                                                                     |                                                                        | Reti (11º posto)                                                       | 32                                                                     |                                                                        |

## Palmarès

### Club
- Campionato Mineiro: 5

Cruzeiro: 1965, 1966, 1967, 1968, 1969
- Taça Brasil: 1

Cruzeiro: 1966

### Nazionale
- Campionato mondiale: 1

Messico 1970
- Coppa d'Indipendenza Brasiliana: 1

1972